# Атанасије II Јерусалимски
Атанасије II Јерусалимски је био православни патријарх Јерусалима у првој половини 13. века. Умро као мученик 24. августа 1244. године.

## Биографија
Литургијски акатисти које му је посветила Православна црква у Јерусалиму, каже да је "дошао са запада", односно да није родом из Палестине, већ вероватно Грк из Никејског царства. Његов претходник Јевтимије III умро је у манастиру Свете Катарине Синајске, вероватно 13. децембра 1230. године. Атанасије је у сваком случају био на трону јерусалимског патријарха 1235. године, када га је позвао цариградски патријарх Гермаин II, заједно са Симеоном II дантиохијским и Николом I Александријским, у вези са подизањем бугарске патријаршије у Трнову, што је и учињено исте године. Његов понтификат увелике одговара другом (и кратком) периоду доминације западних крсташа над Јерусалимом (1229-1244), после освајања цара Фредерика II Палестине у пролеће 1229. (Шести крсташки рат) и његовог споразума са султаном ал Камиљем.
Умро је као мученик 24. августа 1244. ујутро, током опсаде Јерусалима од стране турских коњаника званих Корасмијани. Они су заузели град 23. августа, а следећег јутра мачем су посекли све хришћане, посебно свештенике, који су се склонили у Храму Гроба Господњег. Чињеницу да је патријарх Атанасије био међу жртвама сведочи византијски писац Георгес Метокит. .